# 山东大学校长列表
本表列出山东大学历任校长。

## 列表[1]

### 清末至民国时期
- 唐绍仪（1901年）
- 周学熙（1901年）
- 方燕年（1901年—1902年）
- 陈恩焘（1902年—1905年）
- 周学渊（1906—1907年）
- 孔祥柯（1913年—1916年）
- 空缺（1916年 - 1926年山东大学堂分为6个专门学校）

- 王寿彭（1926年—1927年）
- 张宗昌（1927年—1928年4月）
- 空缺（張宗昌原本欽定由辜鴻銘接任，但后者病故）

- 杨振声（1930年9月—1932年9月）
- 赵太侔（1932年9月—1936年6月）
- 林济青（1936年7月—1938年2月）
- 赵太侔（1946年2月—1949年6月）

### 中华人民共和国时期
- 华岗（1951年2月—1955年8月）
- 晁哲甫（1956年7月—1958年7月）
- 成仿吾（1958年7月—1966年）
- 吴富恒（1978年12月—1984年6月）
- 邓从豪（1984年6月—1986年11月）
- 潘承洞（1986年11月—1997年12月）
- 曾繁仁（1998年1月—2000年7月）
- 展涛（2000年7月—2008年11月）
- 徐显明（2008年11月—2013年10月）
- 张荣（2013年10月—2017年7月）
- 樊丽明（2017年7月—2022年6月）
- 李术才（2022年6月—）